# Wassa West
Wassa West är ett distrikt i Ghana.   Det ligger i regionen Västra regionen, i den södra delen av landet, 200 km väster om huvudstaden Accra.